# Eclissi solare del 21 marzo 2099
L'eclissi solare del 21 marzo 2099 è un evento astronomico che avrà luogo il suddetto giorno attorno alle ore 22.54 UTC. L'eclissi, di tipo anulare, sarà visibile in Australia, Nuova Zelanda, Antartide e nord America. L'anularità dell'eclissi sarà visibile nel Pacifico centrale e durerà 7 minuti e 32 secondi.